# Luigi Durand de la Penne

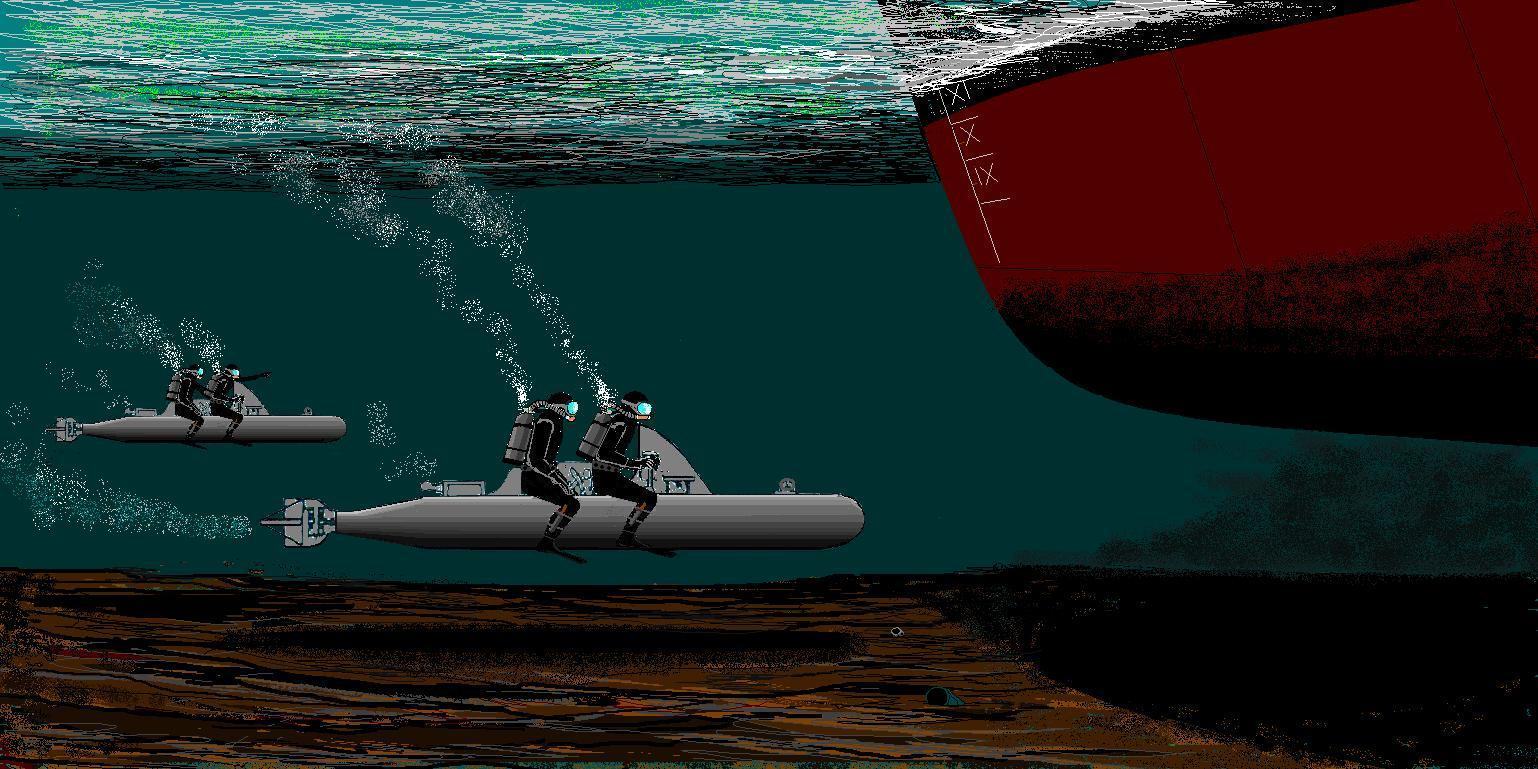
Italiaanse torpedo-onderzeeërs in de aanval

Luigi Durand de la Penne (Genua, Italië, 11 februari 1914 – Genua, 17 januari 1992), was een Italiaanse marineduiker bij de Regia Marina in het Decima MAS tijdens de Tweede Wereldoorlog. De Decima Flottiglia MAS (Decima Flottiglia Mezzi d'Assalto, was ook bekend als La Decima o Xª MAS) (Italiaans voor "10e Assault Vehicle Flotilla"). Durand de la Penne werd geboren in Genua, waar hij ook overleden is.

## Iride-onderzeeër redden bemanning in actie
Op 22 augustus 1940, in de Golf van Bomba, was de Italiaanse onderzeeboot Iride, eigenlijk een "menselijke torpedo"-onderzeeboot, tot zinken gebracht door een torpedo van een Britse Fairey Swordfish-vliegtuig. De luchtaanval gebeurde tijdens een oefening in ondiep water, toen vier Italiaanse "menselijke torpedo"-squadrons in de buurt waren, met inbegrip van Teseo Tesei en Luigi Durand de la Penne.
De duikers waren onmiddellijk in staat om een reddingsactie te ondernemen. Van de 12 Iride-bemanningsleden overleefden negen kikvorsmannen de aanval. Negen kikvorsmannen werden nog levend boven water gebracht, maar twee van hen stierven al snel ten gevolge van hun opgelopen verwondingen. Eén duiker was in shocktoestand en was niet in staat om zijn gezonken torpedo-onderzeeër te verlaten en naar de oppervlakte te zwemmen. De la Penne probeerde om hem naar de oppervlakte te brengen en gaf hem zelfs zijn eigen aqualong, maar de zeeman weigerde en overleed onder water.
Twee aanslagen op vijandelijke Britse schepen die toen waren voorbereid en uitgevoerd door de Italiaanse torpedo-onderzeeërs Iride op 22 augustus 1940 en Gondar op 29 september 1940, mislukten echter.

## Zinken van HMS Valiant

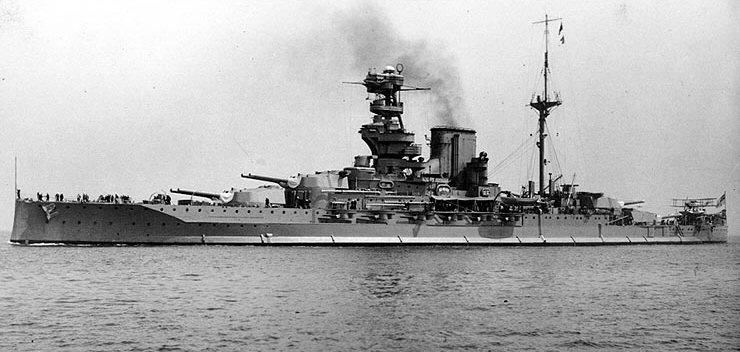
HMS Valiant

Hij nam deel in de "menselijke torpedo"-aanvallen op Britse oorlogsschepen in de Middellandse Zee. Op 17 december 1941 was hij een van de zes duikersteams die een aanval leidde en ondernam in de Egyptische haven Alexandrië. Tijdens de nacht van 17 december naderde de Italiaanse onderzeeër Sciré Alexandrië en dropte drie menselijke bestuurbare mini-torpedo-onderzeeboten, genaamd Maiale, met hun kikvorsbemanning; Luigi Durand de la Penne, Vincenzo Martellotta, Antonio Marceglia, Emilio Bianchi, Mario Marino en Spartaco Schergat.
Onderwater varend zaten ze met elk twee duikers achter elkaar, op de bemande torpedo's. De duikers naderden de schepen die ze doelbewust hadden uitgekozen. De bestuurders van de torpedo-onderzeeërs lieten hun tuigen op de havenbodem zakken terwijl de andere kikvorsmannen met hun kleefmijnen onder de romp van de schepen zwommen. Daar kleefden ze hun magnetische mijnen met ontstekingsmechanisme tegen de scheepsrompen.
Enkele alerte Britse matrozen aan boord van de schepen hoorden de doffe klap van de magnetische kleefmijn tegen de scheepsromp aanstoten, maar eerder de luchtbellen van de kikvorsmannen verrieden hun aanwezigheid. Ook Emilio Bianchi kwam na 5 uren zwoegen, boven water wegens zuurstofvergiftiging. De Britten sloegen alarm en zoeklichten gingen aan terwijl men naar het wateroppervlak schoot in het schijnsel van het zoeklicht. Ondanks de kogels onder water werd niemand van de Italiaanse duikers geraakt. Alle duikers kwamen boven water en gaven zich over en moesten daarna aan boord komen van HMS Valiant.
Durand de la Penne werd, samen met alle kikvorsmannen, gevangengenomen en hij weigerde op het slagschip aan de kapitein informatie te geven waar de kleefmijnen precies bevestigd waren, tot een paar minuten vóór hun explosies om de Britse bemanning hun schepen te evacueren. Alle geplaatste kleefmijnen op verscheidene schepen in de haven ontploften op bijna hetzelfde moment. De explosieduurtijd was zo ingesteld dat de Italiaanse duikers al veilig weg zouden geweest zijn vooraleer alles ontplofte.
Twee Britse slagschepen HMS Valiant en HMS Queen Elizabeth werden tot zinken gebracht. De la Penne plaatste persoonlijk zijn kleefmijn onder water tegen de romp van de HMS Valiant. De tanker Sagone (het oorspronkelijke doel was het vliegdekschip HMS Eagle, maar deze was niet in Alexandrië aanwezig), werd ondermijnd door de Italiaanse duikers en eveneens beschadigd. Ook de torpedojager HMS Jervis, die naast het tankschip lag om bij te tanken, werd beschadigd.
Hoewel beide slagschepen waren gezonken en op de ondiepe havenbodem lagen, bleven de dekken nog duidelijk boven water uitsteken. Het hele Italiaanse duikersteam werd krijgsgevangen genomen en bij beide schepen bleek het te zijn, dat de vijandelijke operatie ogenschijnlijk niet gelukt was en dat de Royal Navy deze aanslagen, op hun kapitale schepen wilden neutraliseren, maar dit was niet bekend. Zeker was dat de Royal Navy foto’s publiceerde naar de Britse pers, dat er aan de schepen niet zoveel schade was. Dit was ook een anti-propaganda tegenover de vijand om door te laten schijnen dat de Italiaanse raid eigenlijk niet gelukt was.

## Met de geallieerden in La Spezia
Na de Italiaanse wapenstilstand op 8 september 1943, werd de la Penne in de gelegenheid gesteld, vrijgelaten te worden uit krijgsgevangenschap, in ruil om de strijd aan te vatten samen met de geallieerden. Hij aanvaardde dit voorstel.
Op 22 juni 1944 nam hij deel aan een gezamenlijke operatie tegen de Duitsers. Een team bestaande uit Britse en Italiaanse duikers werden vervoerd door de Italiaanse torpedojager Grecale voor een aanval in de haven van La Spezia, die op dat moment nog in Duitse handen was. Buiten La Spezia gingen de duikers in zee en zwommen de haven binnen. Het duikersteam bracht de kruisers Gorizia en Bolzano tot zinken, voordat ze gebruikt konden worden voor het blokkeren van de haveningang.

## Naoorlogse carrière
Na de oorlog verbleef Durand de la Perre bij de Marina Militare. Hij werd gepromoveerd tot Capitano di Fregata (Fregatkapitein) in 1950 en Capitano di Vascello (Kapitein-ter-zee) in 1954. In 1956 werd hij benoemd tot Marine Attaché in Brazilië. Hij was ook afgevaardigde van het Italiaanse Parlement als de tweede van de zes Wetgevers als onafhankelijke kandidaat. Hij werd gepensioneerd met de rang van Ammiraglio di Squadra (Vice-admiraal).
Ter ere van hem, werd door de Marina Militare (Italiaanse Marine), zijn naam aan een van haar nieuwste torpedojagers van de Klasse 1993 gegeven, als de Durand de la Penne (D 560) en Francesco Mimbelli (D 561). Luigi Durand de la Penne stierf op 17 januari 1992 in zijn geboortestad Genua. Hij werd net geen 78 jaar toen hij overleed. In Genua werd een wandelpromonade langs de haven naar de pier naar hem vernoemd; Calata Al Molo Vecchio Luigi Durand de la Penne.